# Ensemble Ambrosius
Az Ensemble Ambrosius finn, barokk hangszereken játszó kamarazenekar. 1995-ben alakultak, amikor három diák egy zeneiskolai koncerten Frank Zappa zenéjéből adott koncertet. Egy negyedik tag is társult hozzájuk, és 1997-ben turnéra indultak, a repertoárra saját szerzeményeket is felvéve. Az együttes végül nyolctagúra bővült - eddig két stúdióalbumot adtak ki, a "The Zappa Album" utáni "Metrix" kortárs klasszikus, dzsessz és rock and roll elemekből építkező saját szerzeményeket tartalmaz; ezt egy koncertalbum követte 2011-ben Napoleon Murphy Brock közreműködésével.

## Tagok
- Olli Virtaperko (barokk cselló),
- Jonte Knif (billentyűs hangszerek)
- Ere Lievonen (csemballó)
- Matti Vanhamäki (barokk hegedű)
- Anni Haapaniemi (barokk oboa)
- Jani Sunnarborg (baroque bassoon)
- Tuukka Terho (archlute)
- Ricardo Padilla (ütőhangszerek)
- Jasu Moisio (barokk oboa, 1995-2000)

## Lemezek

### The Zappa Album
(Bis Records BIS-NL-CD-5013, © 2000)
1. Night School
2. Sofa
3. Black Page #2
4. Uncle Meat
5. Igor's Boogie
6. Zoot Allures
7. Big Swifty
8. T'mershi Duween
9. Alien Orifice
10. The Idiot Bastard Son
11. Rdnzl
12. The Orange County Lumber Truck
13. Echidna's Arf (Of You)
14. Inca Roads
15. G-Spot Tornado

### Metrix
(Ambrosius Entertainment AMBRACD 002, © 2002)
1. Wällkommen II ( Virtaperko & Knif )
2. Pienet sienet ( Knif )
3. John ( Virtaperko )
4. USO ( Knif )
5. Momentum ( Ensemble Ambrosius )
6. Metrix ( Virtaperko )
7. Laiska Anni ( Virtaperko )
8. Hymni ( Virtaperko )

### Zappa Spielt für Bach
(s-j-s-edition nr.5 © 2011)
1. Night School
2. Rdnzl
3. The Orange County Lumber Truck
4. Dupree's Paradise
5. The Black Page
6. Continuum (Ligeti György)
7. Gach (Olli Virtaperko)
8. Questa Storia Del Mago Non Mi Convince (Olli Virtaperko)
9. Dawkins (3rd Movement: Immortal Coils)(Olli Virtaperko)
10. Soabbegealdinoaivi(Olli Virtaperko)
11. Zoot Allures
12. Big Swifty
13. The Idiot Bastard Son
14. Napoleon's Speak (Napoleon Murphy Brock)
15. Extract From The 3rd Movement Of Violin Concerto In E Major (Bwv 1042) (J. S. Bach)
16. Montana
17. Let's Make The Water Turn Black
18. Echidna's Arf (Of You)
19. Gymnopédie No. 1 (Erik Satie)
20. Linjat Ja Pyörteet (Lines And Protuberances)(Olli Virtaperko)

## Külső hivatkozások
- A zenekar honlapja
- Ensemble Ambrosius - adatlap a United Mutations honlapon;
- Olli Virtaperko: Az Ensemble Ambrosius Zappa-feldolgozásai - magyar fordításban, Zappa PONT;